# She Wolf (bài hát của Shakira)
"She Wolf" là một bài hát thuộc thể loại nhạc latin - pop của nữ ca sĩ - nhạc sĩ người Colombia Shakira trích từ album phòng thu tiếng Anh thứ ba cùng tên của cô. Shakira đã viết và sản xuất bài hát với hai nhà nhạc sĩ là John Hill và Sam Endicott (một thành viên trong nhóm nhạc The Bravery). Phiên bản tiếng Tây Ban Nha của bài hát có tựa đề "Loba" được quảng bá và tạo tiếng vang cho album tại một số quốc gia Trung Mỹ và các hải đảo ở vùng Caribbean. "She Wolf" đã đánh dấu sự quay trở lại của Shakira trên thị trường âm nhạc suốt gần ba năm trời vắng bóng kể từ sau thành công của album tiếng Anh thứ 2 Oral Fixation và đĩa đơn nổi tiếng "Hips Don't Lie".
Loba được công chiếu trên toàn quốc vào ngày 29 tháng 6 năm 2009 và được phát sóng trên hai đài phát thanh "Z100" và "KIIS-FM" ở Hoa Kỳ vào ngày 13 tháng 7 năm 2009. Nhiều chuyên gia âm nhạc nhận định bài hát sẽ gặt hái được nhiều thành công không chỉ về mặt doanh thu mà còn ở sự nhìn nhận của giới phê bình. Với đĩa đơn này, Shakira đã không hề giấu giếm mục đích quyết tâm chinh phục thị trường Bắc Mỹ (thị trường béo bở nhưng khó nhằn nhất đối với những ngôi sao giải trí). Sở dĩ tại sao Shakira tự tin như vậy cũng có cơ sở của nó, nhất là với những gì cô đã làm được trong quá khứ. Và quả thật như vậy, khi mới vừa phát hành, She Wolf đã dẫn đầu bảng xếp hạng Billboard Latin Songs và một số quốc gia ở Châu Mỹ Latinh. Sau đó, ca khúc giành vị trí thứ hai ở Đức, Ireland, Ý và Tây Ban Nha, thứ ba tại Thụy Sĩ và Áo, thứ tư tại Vương quốc Anh, Pháp và Hy Lạp cũng như giành được vị trí thứ mười một ở Mỹ.

## Video âm nhạc
Video được chỉ đạo dưới tay đạo diễn Jake Nava. Được quay vào tháng 6 năm 2009 tại Los Angeles, California. Video lần đầu tiên trình chiếu trên kênh MTV và ngày 30 tháng 7 năm 2009 vào lúc 8 giờ tối. Video còn thêm một phiên bản tiếng Tây Ban Nha đồng thời cũng được phát hành Trên trang chính thức của Shakira có mô tả video rằng "Một video đầy khêu gợi được dưới sự chỉ đạo của Jake Nava cùng sự hóa thân của một người phụ nữ với những động tác điêu luyện của cô". Video ca nhạc được kênh MTV đánh giá khá tích cực. James Montgomery của MTV nhận xét về kĩ năng vũ đạo của Shakira khi cho rằng "Shakira đã nắm bắt được một khả năng vũ đạo (khá mạo hiểm) cao độ trong "She Wolf". Cô ấy lắc lư điên loạn, làm mình ngã trong tủ quần áo, cô ấy ưỡn người ra sau, đưa chân lên đầu, lắc vai của mình, leo lên trèo xuống, chơi đùa trên mái nhà...và danh sách ấy vẫn tiếp tục mãi. Cô ấy đánh bại mọi người trong giới này, kể cả người đồng nghiệp-Beyoncé". Andrew Bast từ Newsweek lại cho cô một lời đánh giá tiêu cực rằng "Đương nhiên, tình dục luôn là điều cần thiết để tạo nên một ca sĩ thành công, nhưng với một nghệ sĩ tài năng như Shakira, nếu làm như vậy thì chẳng cần thiết, cũng tương tự như Britney - người tạo nên trò hề khó chịu này, vì thế hãy hạn chế việc này, hãy cho mọi thứ trở nên bình thường." Dựa trên thông tin của Metro.uk, video ca nhạc này đã trở thành một cơn sốt trên "thế giới ảo" với hơn 35 triệu lượt xem tính từ tháng Bảy.
Video bắt đầu, đã nửa đêm, Shakira rời khỏi chiếc giường của mình và bước vào tủ quần áo - nơi cô bắt đầu thể hiện những động tác vũ đạo của mình, cô còn thể hiện tình cảm tôn kình của mình với Michael Jackson khi nhảy điệu nhảy không trọng lực trong bài "Smooth Criminal", "Ông ấy chính là ông hoàng của ma thuật", Shakira đã nói trên chương trình Good Morning America. Sau đó, từ một căn tủ quần áo, cô bước vào một cái hang được nạm đá quý, nơi cô nhảy những động tác vũ đạo của mình. Tiếp đến, cái hang ấy biến đổi thành một câu lạc bộ đêm và cô nhảy cùng với năm vũ công của mình, cùng một cô gái trong câu lạc bộ biến đổi thành một chú sói - Shakira thổ lộ rằng chú sói này đã xuất hiện trong loạt phim The Chronicles of Narnia. Xen lẫn video là cảnh Shakira mặc một bộ đồ khêu gợi màu nude bị nhốt vào một chiếc lồng vàng. Cảnh phim cuối cùng là cảnh Shakira nhảy trên một tòa nhà ở San Francisco cùng một chiếc thang. Sau đó, Shakira bị ngã trong tủ quần áo của mình, trở về giường và tiếp tục nằm bên người tình.
Trong She Wolf, Shakira đã khiến không ít người hâm mộ phải sốc khi tận mắt được chiêm ngưỡng cơ thể của cô được bộc lộ sống động tuyệt đỉnh trong những bộ trang phục bó sát. Trong một cuộc trả lời phỏng vấn, Shakira tâm sự rằng người yêu Antonio - con trai cựu tổng thống Argentina Fernando de la Rua của cô không đồng ý khi thấy cô ăn mặc như vậy để quay video: "Anh ấy chẳng bao giờ mong sẽ nhìn thấy tôi như vậy! Khi Antonio trông thấy tôi với bộ đồ mát mẻ đó, anh ấy bảo tôi nên choàng thêm một chiếc khăn". Tuy nhiên, Shakira lại không có ý định giảm nhiệt hình ảnh gợi cảm đang theo đuổi, mà cô sẽ nói chuyện để thuyết phục Antonio. Cô còn cho biết thêm: "Tôi đã giữ lại chiếc lồng sắt dùng trong video She Wolf. Có thể tôi sẽ còn dùng đến nó vài lần nữa". Nhưng để thực hiện được những cảnh quay ấy, Shakira còn phải xin phép cha mẹ rằng cô sẽ ăn mặc thiếu vải trong chiến dịch quảng cáo cho She Wolf để tạo một bước đột phá mới cho mình. Shakira giải thích: "Tôi phải nói rõ với cha mẹ mình. Bây giờ tôi đã là một người phụ nữ, và đây là cách tôi thể hiện bản thân mình. Cha tôi có vẻ thông cảm, nhưng mẹ tôi có vẻ hơi e dè. Bà lo sợ mọi người sẽ nghĩ xấu về tôi. Mẹ tôi nói: Liệu có hở nhiều quá không con ?". Nhưng điều thú vị là khi xem video clip của ca khúc nổi tiếng She Wolf, cả bố và mẹ của Shakira đều rất hài lòng. Cô hào hứng khoe: "Họ gửi email cho tôi, nói rằng video đó thật tuyệt vời, mặc dù có đôi chút khêu gợi nhưng vẫn rất đẹp mắt".

## Trình diễn trực tiếp
Lần trình diễn đầu tiên trong lần trở lại này của Shakira là mùa thi 2009 của chương trình America's Got Talent vào 16 tháng Chín, cô đã hát bài hát "She Wolf" & "Did it Again" trên Jimmy Kimmel Live vào 18 tháng Chín. Sau đó, cô tiếp tục trình diễn ca khúc tại giải 2009 ALMA Awards và Saturday Night Live. Shakira đồng thời cũng xuất hiện trên BBC Radio 1 Live Lounge, T4, và Friday Night with Jonathan Ross để quảng bá bài hát tại Anh. Đồng thời, cô cũng quảng bá ca khúc trên Oliver Pocher Show tại Đức, cùng một vài ca sĩ khác ở châu Âu. Cô còn trình diễn bản Tây Ban Nha - "Loba" trên chương trình Christina và tại Los Premios MTV Latinoamérica 2009 vào ngày 15, tháng Mười.

## Được trình diễn lại
- Nhóm nhạc người Anh Hot Chip đã hát ca khúc trên Jo Whiley trên đài BBC radio 1.[12] Họ cũng cho ca khúc vào danh sách trình diễn của tour diễn của mình tại New York.[13]
- Ban nhạc Chester French cũng đã trình bày ca khúc và đang lên trang Youtube cùng nhiều bản trình diễn của nhiều nghệ sĩ khác.[14]
- Năm 2009, ca sĩ Taylor Swift đã trình diễn bài hát trong Saturday Night Live một cách vui nhộn với tên "Bunny Hips Don't Lie", được kết hợp với bài hát trước đây của cô "Hips Don't Lie".[15]
- Danh hài Katy Brand đồng thời cũng làm vui bài hát với hai video cùng một ca khúc mang tên "She Spazz".[16]
- Danielle Anderson cũng đã trình diễn lại ca khúc "She Wolf".[17]

## Danh sách ca khúc và định dạng
| Đĩa đơn CD tại Australian 1. "She Wolf" (Phiên bản chính) – 3:07 2. "She Wolf" (Moto Blanco Radio Edit) – 3:40 3. "She Wolf" (Moto Blanco Dub Mix) – 7:07 Đĩa đơn CD tại Mexico 1. "Loba" – 3:08 2. "Loba" (Pocho Club Mix) – 3:49 3. "Loba" (Pocho Radio Mix) – 3:41 4. "Loba" (Deep Mariano Club Mix) – 5:04 5. "Loba" (Deep Mariano Radio Mix) – 4:31 Đĩa đơn CD tại các nước Trung Đông 1. "She Wolf" (Said Mrad Club Remix) - 5:42 2. "She Wolf" (Said Mrad Remix – Radio Edit) – 3:43 3. "She Wolf" (Fahmy & Samba's SphinxMix – Club Mix) – 3:56 4. "She Wolf" (Fahmy & Samba's SphinxMix – Radio Edit) – 2:53 5. "She Wolf" (Mindloop Collective Lounge Mix) – 3:44 6. "She Wolf" (Beirutbiloma Mix) – 3:43 Đĩa đơn CD quốc tế 2 1. "She Wolf" – 3:07 2. "Loba" – 3:07 | Phiên bản chính thức - "She Wolf" (Phiên bản chính) – 3:07 - "She Wolf" (Moto Blanco Radio Edit) – 3:40 - "She Wolf" (Moto Blanco Club Mix) – 7:08 - "She Wolf" (Moto Blanco Dub Mix) – 7:07 - "She Wolf" (Villains Remix) – 4:10 - "She Wolf" (Villains Dub) – 4:06 - "She Wolf" (Deeplick Night club Mix) – 7:04 - "She Wolf" (Deeplick Radio Edit) – 3:26 - "She Wolf" (Calvin Harris Remix) – 4:47 - "She Wolf" (Said Mrad Club Remix) – 5:42 - "She Wolf" (Said Mrad Remix – Radio Edit) – 3:43 - "She Wolf" (Fahmy & Samba's SphinxMix – Club Mix) – 3:56 - "She Wolf" (Fahmy & Samba's SphinxMix – Radio Edit) – 2:53 - "She Wolf" (Mindloop Collective Lounge Mix) – 3:44 - "She Wolf" (Beirutbiloma Mix) – 3:43 - "Loba" (Phiên bản chính) – 3:07 - "Loba" (Poncho Club Mix) – 3:56 - "Loba" (Poncho Radio Mix) – 3:41 - "Loba" (Deep Mariano Club Mix) – 5:06 - "Loba" (Deep Mariano Radio Mix) – 4:34 - "Loba" (Salsa version) – 3:53 |

## Xếp hạng và doanh số chứng nhận
| Bảng xếp hạng (2009)                | Vị trí cao nhất |
| ----------------------------------- | --------------- |
| Úc (ARIA)                           | 18              |
| Áo (Ö3 Austria Top 40)              | 3               |
| Bỉ (Ultratop 50 Flanders)           | 16              |
| Bỉ (Ultratop 50 Wallonia)           | 5               |
| Canada (Canadian Hot 100)           | 5               |
| Cộng hòa Séc (Rádio Top 100)        | 12              |
| Đan Mạch (Tracklisten)              | 16              |
| Hà Lan (Dutch Top 40)               | 13              |
| Châu Âu Hot 100 Singles (Billboard) | 4               |
| Pháp Download (SNEP)                | 4               |
| Đức (GfK)                           | 2               |
| Hungary (Rádiós Top 40)             | 5               |
| Ireland (IRMA)                      | 2               |
| Ý (FIMI)                            | 1               |
| Nhật Bản (Japan Hot 100)            | 9               |
| Na Uy (VG-lista)                    | 11              |
| Slovakia (Rádio Top 100)            | 13              |
| Tây Ban Nha (PROMUSICAE)            | 2               |
| Thụy Điển (Sverigetopplistan)       | 17              |
| Thụy Sĩ (Schweizer Hitparade)       | 3               |
| Anh Quốc (OCC)                      | 4               |
| Hoa Kỳ Billboard Hot 100            | 11              |
| Hoa Kỳ Dance Club Songs (Billboard) | 1               |
| Hoa Kỳ Hot Latin Songs (Billboard)  | 1               |

| Quốc gia    | Chứng nhận (Theo doanh số) |
| ----------- | -------------------------- |
| Ý           | Bạch kim                   |
| Tây Ban Nha | 2× Bạch kim                |
| Thụy Sĩ     | Vàng                       |
| Anh Quốc    | Bạc                        |
| Hoa Kỳ      | Bạch kim                   |

| Bảng xếp hạng (2009)         | Vị trí |
| ---------------------------- | ------ |
| Canadian Singles Chart       | 57     |
| European Hot 100             | 55     |
| French Digital Singles Chart | 33     |
| Germany Singles Chart        | 38     |
| Spanish Singles Chart        | 7      |
| Swiss Singles Chart          | 39     |
| US Billboard Hot 100         | 64     |
| US Hot Dance Club Songs      | 13     |
| US Latin Songs               | 9      |

## Liên kết
1. ↑  "Shakira - She Wolf (CD) at Discogs". Discogs.com. ngày 21 tháng 9 năm 2009. Truy cập ngày 13 tháng 9 năm 2010.
2. ↑  Clark, Cindy (ngày 30 tháng 7 năm 2009). "Shakira breaks out of her cage for 'She Wolf' album, video". Usatoday.Com. Truy cập ngày 20 tháng 8 năm 2009.
3. ↑  "New Music: Shakira – "She Wolf"". Rap-Up.com. Truy cập ngày 20 tháng 8 năm 2009.
4. ↑  "Media Player". Z100.elvisduran.com. Truy cập ngày 20 tháng 8 năm 2009.[liên kết hỏng]
5. ↑  "Radio interview (audio file)". Bản gốc lưu trữ ngày 23 tháng 7 năm 2011. Truy cập ngày 15 tháng 10 năm 2010.
6. ↑  "Information about the music video". Shakira.com. Truy cập ngày 20 tháng 8 năm 2009.
7. ↑  "> Home". Shakira.com. Truy cập ngày 20 tháng 8 năm 2009.
8. ↑  http://www.mtv.com/news/articles/1617328/20090730/shakira.jhtml Lưu trữ ngày 9 tháng 1 năm 2010 tại Wayback Machine Shakira Summons Her Inner 'She Wolf' In Eye-Popping New Video
9. ↑  "Mom and Dad of Shakira". Bản gốc lưu trữ ngày 17 tháng 7 năm 2010. Truy cập ngày 14 tháng 10 năm 2010.
10. ↑  "Shakira Performs "She Wolf"". YouTube. ngày 18 tháng 9 năm 2009. Truy cập ngày 15 tháng 10 năm 2009.
11. ↑  ngày 26 tháng 9 năm 2009 (ngày 26 tháng 9 năm 2009). "Shakira She Wolf T4 HD La Grand Journal Live Hips Don't Lie Interview". YouTube. Truy cập ngày 15 tháng 10 năm 2009.{{Chú thích web}}:  Quản lý CS1: tên số: danh sách tác giả (liên kết)
12. ↑  "Hot Chip – "She Wolf" (Shakira Cover)". Stereogum. ngày 12 tháng 4 năm 2010. Truy cập ngày 2 tháng 12 năm 2010.
13. ↑  "Hot Chip Cover Shakira in New York". Spinner. ngày 23 tháng 4 năm 2010. Bản gốc lưu trữ ngày 16 tháng 9 năm 2012. Truy cập ngày 2 tháng 12 năm 2010.
14. ↑  "Chester French Cover 'She Wolf' By Shakira". popdirt.com. ngày 4 tháng 9 năm 2009. Bản gốc lưu trữ ngày 21 tháng 11 năm 2011. Truy cập ngày 2 tháng 12 năm 2010.
15. ↑  "YouTube - Taylor Swift - Bunny Hip's Don't Lie (SNL)". youtube.com. Truy cập ngày 15 tháng 11 năm 2010.
16. ↑  "Katie Brand vs | Week 42 Shakira - ITV Press Centre". Itv.com. Truy cập ngày 2 tháng 12 năm 2010.
17. ↑  http://www.fullcristiano.com/video-15/LalMy-T1eR8/rock-pop/She-Wolf-(Shakira-Cover)-by-Danielle-Ate-the-Sandwich-and-Brandon%5B%5D
18. ↑  "Mexican "Loba" CD Maxi". Saharis.com. Bản gốc lưu trữ ngày 13 tháng 7 năm 2013. Truy cập ngày 22 tháng 9 năm 2009.
19. ↑  "Shakira's "Loba" Physical Release in Mexico". Sanborns.com.mx. Truy cập ngày 22 tháng 9 năm 2009.
20. ↑  "Shakira "She Wolf — Oriental Collection)". getmo.ae. Bản gốc lưu trữ ngày 23 tháng 7 năm 2013. Truy cập ngày 1 tháng 11 năm 2009.
21. ↑  "Australian-charts.com – Shakira – She Wolf" (bằng tiếng Anh). ARIA Top 50 Singles.
22. ↑  "Austriancharts.at – Shakira – She Wolf" (bằng tiếng Đức). Ö3 Austria Top 40.
23. ↑  "Ultratop.be – Shakira – She Wolf" (bằng tiếng Hà Lan). Ultratop 50.
24. ↑  "Ultratop.be – Shakira – She Wolf" (bằng tiếng Pháp). Ultratop 50.
25. ↑  "Shakira Chart History (Canadian Hot 100)". Billboard (bằng tiếng Anh).
26. ↑  "ČNS IFPI" (bằng tiếng Séc). Hitparáda – Radio Top 100 Oficiální. IFPI Cộng hòa Séc. Ghi chú: Chọn 42. týden 2009.
27. ↑  "Danishcharts.com – Shakira – She Wolf" (bằng tiếng Đan Mạch). Tracklisten.
28. ↑  "Nederlandse Top 40 – Shakira" (bằng tiếng Hà Lan). Dutch Top 40.
29. ↑  "Shakira – Chart Search" (bằng tiếng Anh). Billboard European Hot 100 Singles cho Shakira.[liên kết hỏng]
30. ↑  "lescharts.com – Français" (bằng tiếng Pháp). Les classement de telechargement single.
31. ↑  "Musicline.de – Shakira Single-Chartverfolgung" (bằng tiếng Đức). Media Control Charts. PhonoNet GmbH.
32. ↑  "Archívum – Slágerlisták – MAHASZ" (bằng tiếng Hungary). Rádiós Top 40 játszási lista. Magyar Hanglemezkiadók Szövetsége.
33. ↑  "Chart Track: Week 40, 2009" (bằng tiếng Anh). Irish Singles Chart.
34. ↑  "Italiancharts.com – Shakira – Loba" (bằng tiếng Anh). Top Digital Download.
35. ↑  "Shakira Chart History (Japan Hot 100)". Billboard (bằng tiếng Anh).
36. ↑  "Norwegiancharts.com – Shakira – She Wolf" (bằng tiếng Anh). VG-lista.
37. ↑  "ČNS IFPI" (bằng tiếng Slovakia). Hitparáda – Radio Top 100 Oficiálna. IFPI Cộng hòa Séc. Ghi chú: Chọn 36. týden 2009 trong mục ngày.
38. ↑  "Spanishcharts.com – Shakira – Loba" (bằng tiếng Anh). Canciones Top 50.
39. ↑  "Swedishcharts.com – Shakira – She Wolf" (bằng tiếng Anh). Singles Top 100.
40. ↑  "Swisscharts.com – Shakira – She Wolf" (bằng tiếng Đức). Swiss Singles Chart.
41. ↑  "Shakira: Artist Chart History" (bằng tiếng Anh). Official Charts Company.
42. ↑  "Shakira Chart History (Hot 100)". Billboard (bằng tiếng Anh).
43. ↑  "Shakira Chart History (Dance Club Songs)". Billboard (bằng tiếng Anh).
44. ↑  "Shakira Chart History (Hot Latin Songs)". Billboard (bằng tiếng Anh).
45. ↑  "Bản sao đã lưu trữ" (PDF). Bản gốc (PDF) lưu trữ ngày 15 tháng 4 năm 2012. Truy cập ngày 15 tháng 10 năm 2010.
46. ↑  "Promusicae SEMANA 53: del 28.12.2009 al 03.01.2010 (In Spanish)" (PDF). Truy cập ngày 30 tháng 1 năm 2010.
47. ↑  "AWARDS 2010". Truy cập ngày 4 tháng 6 năm 2010.
48. ↑  "Shakira "She Wolf" (single) certification". ngày 20 tháng 10 năm 2009. Bản gốc lưu trữ ngày 17 tháng 1 năm 2010. Truy cập ngày 20 tháng 8 năm 2009.
49. ↑  "She Wolf". RIAA. Truy cập ngày 30 tháng 1 năm 2010.
50. ↑  "Canadian Hot 100 Music Chart". Billboard.com. Bản gốc lưu trữ ngày 5 tháng 11 năm 2012. Truy cập ngày 30 tháng 12 năm 2009.
51. ↑  "European Hot 100 Music Chart". Billboard.com. Bản gốc lưu trữ ngày 14 tháng 5 năm 2010. Truy cập ngày 17 tháng 4 năm 2010.
52. ↑  Best selling digital singles in 2009 in France (page 30)
53. ↑  ":: MTV | Single Jahrescharts 2009 | charts". Mtv.de. ngày 29 tháng 12 năm 2009. Bản gốc lưu trữ ngày 30 tháng 12 năm 2010. Truy cập ngày 13 tháng 9 năm 2010.
54. ↑  "Bản sao đã lưu trữ" (PDF). Bản gốc (PDF) lưu trữ ngày 21 tháng 6 năm 2013. Truy cập ngày 15 tháng 10 năm 2010.
55. ↑  "Swiss Year end Chart". Swiss.com. Truy cập ngày 2 tháng 5 năm 2010.
56. ↑  "Top 100 Music Hits, Top 100 Music Charts, Top 100 Songs & The Hot 100". Billboard.com. Bản gốc lưu trữ ngày 9 tháng 1 năm 2013. Truy cập ngày 30 tháng 12 năm 2009.
57. ↑  "Club Music, Hot Dance Songs, Club Songs, Dance Club Music Charts". Billboard.com. Bản gốc lưu trữ ngày 20 tháng 12 năm 2009. Truy cập ngày 30 tháng 12 năm 2009.
58. ↑  "Top Latin Songs, Latin Music Hits & Popular Latin Music Charts". Billboard.com. Bản gốc lưu trữ ngày 21 tháng 12 năm 2009. Truy cập ngày 30 tháng 12 năm 2009.